# Adalgis de Bénévent

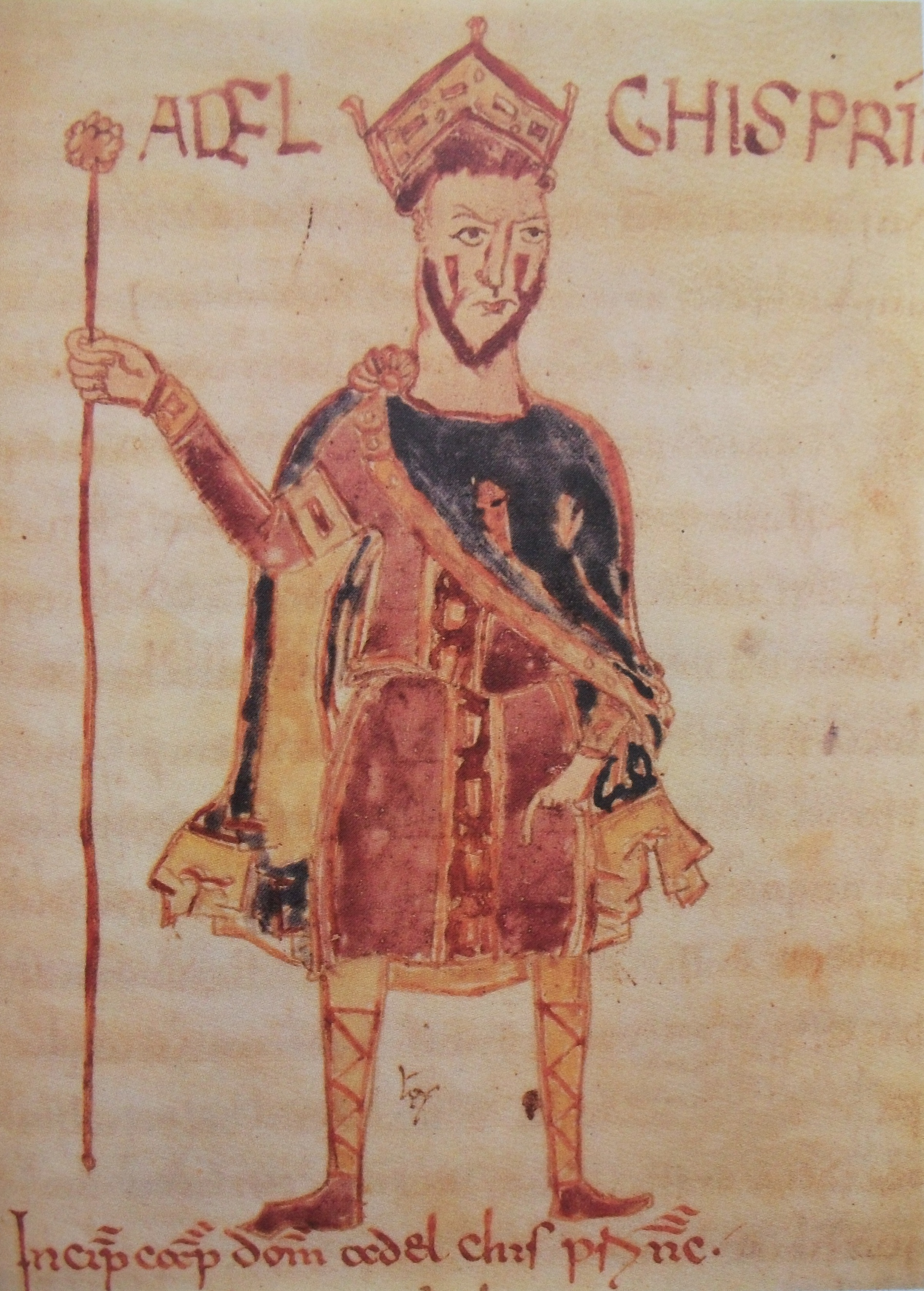
Adalgis, Codex Legum Langobardorum, XIe siècle

Le monogramme d'Adalgis, sur un denaro

Adalgis ou Adelchis est un prince lombard de Bénévent de novembre/décembre 853 à fin mai 878,

## Biographie
Adalgis ou Adelchis est le fils cadet  Radelchis de Bénévent et le successeur de son frère, Radelgaire Ier de Bénévent, en 853. Il est notamment le dernier dirigeant lombard à réviser l'Édit de Rothari en faisant promulguer les Capitula dans la 12e année de son règne (865/866).
En 856 Adalgis d'allie avec Pierre le prince de Salerne afin de chasser les Berbères musulmans qui s'étaient implantés à Bari pendant le conflit de succession dans la principauté de Bénévent. Les deux princes sont défaits et les envahisseurs ravagent les deux principautés et enlèvent les populations.
Après cinq années de campagne l'empereur Louis II le Jeune réussit à mettre fin au petit état musulman d'Apulie en prenant Bari en février 871. Il refuse néanmoins de restituer la région à Adalgis qu'il considère comme un vassal peu docile. Pendant le séjour de l'Empereur à Bénévent il est capturé sur ordre du prince avec son épouse et emprisonné. Il ne doit la vie sauve qu'à l'intercession de l'évêque Aio le frère du prince. Après 40 jours de captivité Louis II n'est libéré qu'après avoir juré ne plus chercher à rentrer à Bénévent et à ne pas tirer vengeance des Lombards.
Louis II se fait délier de son serment par le Pape à Rome en mai 872 et à l'appel de Landolf prince-évêque de Capoue et de Guaifer prince de Salerne il reprend sa campagne dans le sud contre les Sarrazins qui avaient mis à profit l'incident pour regagner le terrain perdu et qui assiégeaient Salerne. Adalgis se lie alors avec les  Byzantins.  Après la mort de Louis II en 875 la Francs se retirent du sud de l'Italie laissant la papauté sans défense contre le retour offensif des Sarrazins. Adalgis sert d'intermédiaire au Pape Jean VIII qui est contraint de s'entendre avec l'empire byzantin mais lorsque les grecs s'emparent de Bari, Adalgis se rapproche des musulmans et il meurt assassiné fin mai 878, après un règne de 24 ans et 6 mois selon le « Chronicon Salernitanum ».

## Union et postérité
Adalgis épouse une nommée Adetrude d'origine inconnue qui lui donne dix enfants dont :
- Radelchis II de Bénévent, prince ;
- Maio mort en 884 ;
- Magenulf mort après 863 ;
- Aio de Bénévent,  prince ;
- Ladechis mort après mai 885
- Ageltrude, épouse de Guy III de Spolète.

## Sources
- (de) Elke Goez, Geschichte Italiens im Mittelalter, Darmstadt, WBG, 2010, p. 60–61.
- Jules Gay, L'Italie méridionale et l'Empire byzantin depuis l'avènement de Basile Ier jusqu'à la prise de Bari par les Normands (867-1071), Albert Fontemoing éditeur, Paris, 1904 p. 636.
- René Poupardin, « Étude sur la diplomatique des princes lombards de Bénévent, de Capoue et de Salerne », In: Mélanges d'archéologie et d'histoire, t. 21, 1901. p. 117-180.